# 미르코 필로포비치
미르코 필로포비치(크로아티아어: Mirko Filipović, 1974년 9월 10일 ~ )는 크로아티아 출신의 킥복싱 선수자 종합격투기 선수다. "크로캅(Cro cop)"이라는 별명으로 많이 알려져 있다.

## 전적

### 킥복싱 전적
| 31 시합 | (T)KO | 판정 | 그 밖 | 비김 | 무효 |
| 23 승   | 12    | 11   | 0     | 0    | 0    |
| 8 패    | 4     | 4    | 0     | 0    | 0    |

| 경기일자         | 상대                 | 결과 | 내용    | 대회                          |
| ---------------- | -------------------- | ---- | ------- | ----------------------------- |
| 2014년 3월 9일   | 레미 본야스키        | 패   | 3R 판정 | 글로리 14                     |
| 2012년 10월 14일 | 랜디 블레이크        | 승   | 3R 판정 | K-1 월드 GP 2012 final 16     |
| 2012년 5월 27일  | 로렌 하비에르 호르제 | 승   | 2R KO   | K-1 월드 Max 2012 final 16    |
| 2012년 3월 10일  | 레이 세포            | 승   | 3R 판정 | Cro-cop Final Fight           |
| 2003년 3월 30일  | 밥 샙                | 승   | 1R KO   | K-1 월드 GP 2003 in Saitama   |
| 2002년 7월 14일  | 레미 본야스키        | 승   | 2R TKO  | K-1 월드 GP 2002 in Fukuoka   |
| 2002년 3월 3일   | 마크 헌트            | 승   | 5R 판정 | K-1 월드 GP 2002 in Nagoya    |
| 2002년 1월 27일  | 야나기사와 류지      | 승   | 1R TKO  | K-1 Rising 2002               |
| 2001년 6월 16일  | 마이클 맥도날드      | 패   | 1R KO   | K-1 월드 GP 2001 in Melbourne |
| 2001년 3월 17일  | 피터 아츠            | 승   | 5R 판정 | K-1 Gladiactors 2001          |
| 2001년 1월 30일  | 토미히라 타츠후미    | 승   | 2R TKO  | K-1 Rising 2001               |
| 2000년 12월 10일 | 어네스트 후스트      | 패   | 3R 판정 | K-1 월드 GP final 2000        |
| 2000년 10월 9일  | 마이크 베르나르도    | 패   | 1R TKO  | K-1 월드 GP 2000 in Fukuoka   |
| 2000년 10월 9일  | 글라우베 페이토자    | 승   | 3R 판정 | K-1 월드 GP 2000 in Fukuoka   |
| 2000년 10월 9일  | 아마다 히로미        | 승   | 3R 판정 | K-1 월드 GP 2000 in Fukuoka   |
| 2000년 9월 1일   | 스튜어트 그린        | 승   | 1R KO   | K-1 월드 GP 2000 European     |
| 2000년 6월 3일   | 앤디 훅              | 패   | 5R 판정 | K-1 Fight night 6             |
| 2000년 3월 19일  | 아마다 히로미        | 승   | 4R KO   | K-1 Burning 2000              |
| 1999년 12월 5일  | 어네스트 후스트      | 패   | 3R KO   | K-1 월드 GP Final 1999        |
| 1999년 12월 5일  | 샘 그레코            | 승   | 2R KO   | K-1 월드 GP Final 1999        |
| 1999년 12월 5일  | 모리 아키오          | 승   | 2R KO   | K-1 월드 GP Final 1999        |
| 1999년 10월 5일  | 마이크 베르나르도    | 승   | 1R KO   | K-1 월드 GP Final 16 1999     |
| 1999년 6월 20일  | 자빗 바이라미        | 패   | 3R 판정 | K-1 Braves 1999               |
| 1999년 6월 20일  | 리키 니클슨          | 승   | 1R KO   | K-1 Braves 1999               |
| 1999년 4월 25일  | 얀 노르키아          | 승   | 4R KO   | K-1 Revenge 1999              |
| 1996년 5월 6일   | 어네스트 후스트      | 패   | 3R KO   | K-1 월드 GP Final 1996        |
| 1996년 3월 10일  | 제롬 르 밴너         | 승   | 5R 판정 | K-1 월드 GP Final 16 1996     |

### 종합격투기 전적
| 프로 종합격투기 전적 | 프로 종합격투기 전적 | 프로 종합격투기 전적 | 프로 종합격투기 전적 | 프로 종합격투기 전적 | 프로 종합격투기 전적 | 프로 종합격투기 전적 | 프로 종합격투기 전적 |
| -------------------- | -------------------- | -------------------- | -------------------- | -------------------- | -------------------- | -------------------- | -------------------- |
| 49 시합              | (T)KO                | 항복                 | 판정                 | 실격                 | 그 밖                | 비김                 | 무효                 |
| 35 승                | 26                   | 6                    | 3                    | 0                    | 0                    | 2                    | 1                    |
| 11 패                | 5                    | 3                    | 3                    | 0                    | 0                    | 2                    | 1                    |

| 승패 | 누적 전적   | 상대            | 승패 결정 방식    | 대회                                   | 개최 날짜       | 라운드 | 경기 시간 | 장소            | 특이 사항 |
| ---- | ----------- | --------------- | ----------------- | -------------------------------------- | --------------- | ------ | --------- | --------------- | --------- |
| 승   | 31-11-2 (1) | 가브리엘 곤자가 | TKO (앨보우&펀치) | UFC Fight Night: Gonzaga vs. Cro Cop 2 | 2015년 4월 11일 | 3      | 3:30      | 폴란드 크라쿠프 |           |

| 경기일자         | 상대                       | 결과      | 내용                   | 대회                                 |
| ---------------- | -------------------------- | --------- | ---------------------- | ------------------------------------ |
| 2011년 10월 29일 | 로이 넬슨                  | 패        | 3R 1분 30초 KO         | UFC 137 - Penn vs. Diaz              |
| 2011년 3월 19일  | 브랜든 샤웁                | 패        | 3R 3분 44초 KO         | UFC 128 - Shogun vs Jones            |
| 2010년 9월 26일  | 프랭크 미어                | 패        | 3R 4분 2초 KO          | UFC 119 - MIR vs CROCOP              |
| 2010년 6월 13일  | 패트릭 배리                | 승        | 3R 4분 30초 서브미션   | UFC 115 - LIDDELL vs FRANKLIN        |
| 2010년 2월 21일  | 앤소니 페로쉬              | 승        | 2R 종료 TKO            | UFC 110 - NOGUEIRA vs VELASQUEZ      |
| 2009년 9월 20일  | 주니오르 두스 산투스       | 패        | 3R 2분 KO              | UFC 103 - FRANKLIN vs BELFORT        |
| 2009년 6월 13일  | 무스타파 알 투르크         | 승        | 1R 3분 6초 KO          | UFC 99 - The Comeback                |
| 2008년 12월 31일 | 최홍만                     | 승        | 1R 6분 32초 TKO        | K-1 다이너마이트 2008                |
| 2008년 9월 23일  | 알리스타 오브레임          | 무효 경기 | 1R 크로캅 부상         | Dream 6                              |
| 2008년 3월 15일  | 미즈노 타츠야              | 승        | 1R 56초 KO             | Dream 1                              |
| 2007년 9월 8일   | 칙 콩고                    | 패        | 3R 판정                | UFC 75 - Champion vs. Champion       |
| 2007년 4월 21일  | 가브리엘 곤자가            | 패        | 1R 4분 51초 KO         | UFC 70 - Nations Collide             |
| 2007년 2월 3일   | 에디 산체스                | 승        | 1R 4분 33초 TKO        | UFC 67 - All or Nothing              |
| 2006년 9월 10일  | 조쉬 바넷                  | 승        | 1R TKO                 | PRIDE - Final Conflict Absolute      |
| 2006년 9월 10일  | 반다레이 실바              | 승        | 1R 5분 26초 KO         | PRIDE - Final Conflict Absolute      |
| 2006년 7월 1일   | 요시다 히데히코            | 승        | 1R 7분 38초 TKO        | PRIDE - Critical Countdown Absolute  |
| 2006년 5월 5일   | 미노와 이쿠히사            | 승        | 1R 1분 10초 TKO        | PRIDE - Total Elimination Absolute   |
| 2005년 12월 31일 | 마크 헌트                  | 패        | 3R 판정                | PRIDE - Shockwave 2005               |
| 2005년 10월 23일 | 조쉬 바넷                  | 승        | 3R 판정                | PRIDE 30 - Fully Loaded              |
| 2005년 8월 28일  | 표도르 에멜리아넨코        | 패        | 3R 판정                | PRIDE - Final Conflict 2005          |
| 2005년 6월 26일  | 이브라힘 마고메도프        | 승        | 1R 3분 53초 KO         | PRIDE - Critical Countdown 2005      |
| 2005년 2월 20일  | 마크 콜먼                  | 승        | 1R 3분 40초 KO         | PRIDE 29 - Fists Of Fire             |
| 2004년 12월 31일 | 케빈 랜들맨                | 승        | 1R 41초 길로틴 초크    | PRIDE - Shockwave 2004               |
| 2004년 10월 31일 | 조쉬 바넷                  | 승        | 1R 41초 조쉬 바넷 부상 | PRIDE 28 - High Octane               |
| 2004년 8월 15일  | 알렉산더 에멜리아넨코      | 승        | 1R 2분 9초 KO          | PRIDE - Final Conflict 2004          |
| 2004년 7월 19일  | 오야마 슌고                | 승        | 1R 1분 TKO             | PRIDE - Bushido 4                    |
| 2004년 5월 23일  | 카네하라 히로미츠          | 승        | 2R 판정                | PRIDE - Bushido 3                    |
| 2004년 4월 25일  | 케빈 랜들맨                | 패        | 1R 1분 57초 KO         | PRIDE - Total Elimination 2004       |
| 2004년 2월 15일  | 야마모토 요시히사          | 승        | 1R 2분 12초 TKO        | PRIDE - Bushido 2                    |
| 2004년 2월 1일   | 론 워터맨                  | 승        | 1R 1분 37초 TKO        | PRIDE 27 - Inferno                   |
| 2003년 11월 9일  | 안토니우 호드리구 노게이라 | 패        | 2R 1분 45초 암바       | PRIDE - Final Conflict 2003          |
| 2003년 10월 5일  | 알베르토 로드리게즈        | 승        | 1R 46초 KO             | PRIDE - Bushido 1                    |
| 2003년 8월 10일  | 이고르 보브찬친            | 승        | 1R 1분 29초 TKO        | PRIDE - Total Elimination 2003       |
| 2003년 6월 8일   | 히스 헤링                  | 승        | 1R 3분 17초 TKO        | PRIDE 26 - Bad to the Bone           |
| 2002년 12월 31일 | 후지타 카즈유키            | 승        | 3R 판정                | Inoki Bom-Ba-Ye 2002 - K-1 vs. Inoki |
| 2002년 8월 28일  | 사쿠라바 카즈시            | 승        | 2R 종료 TKO            | PRIDE - Shockwave                    |
| 2002년 4월 28일  | 반다레이 실바              | 무승부    | 5R 판정                | PRIDE 20 - Armed and Ready           |
| 2001년 12월 31일 | 나카타 유지                | 승        | 1R 21초 TKO            | Inoki Bom-Ba-Ye 2001 - K-1 vs. Inoki |
| 2001년 11월 3일  | 다카다 노부히코            | 무승부    | 3R 종료                | PRIDE 17 - Championship Chaos        |
| 2001년 8월 19일  | 후지타 카즈유키            | 승        | 1R 39초 TKO            | K-1 - Andy Hug Memorial              |

## 몰락
무차별급 그랑프리 챔피언이 된 후,UFC로 이적한다. 이때 그랑프리 우승 이후 표도르와 붙을 수 있는 기회를 얻지만, UFC에서 2경기를 치른 후 타이틀 매치 등 5경기의 계약을 하였다. 이후 프라이드 FC로 가 표도르와 대결을 한다고 했지만 가브리엘 곤자가에게 충격적인 하이킥 KO패를 당하고 무릎까지 탈골되는 수모를 겪었다. 그 이후 칙콩고에게도 패배하였다. 이후 K-1드림무대로 이적하였으나, 알리스타 오브레임과의 경기에서 예전의 기량을 보이지 못하고 계속 당하기만 하다가 결국 경기가 무효가 처리된 후 최홍만과의 대결 이후 부활의 모습을 보여주려고 했지만 주니오르 두스 산투스에게 패하고 몰락의 길을 계속 걷다가 프랭크 미어, 브랜든 샤웁, 로이 넬슨에게 3연패를 한 후 은퇴를 선언했다.

## 복귀, 그리고 또다시 은퇴
그러나 그는 얼마 지나지 않아 또다시 종합격투기로 복귀하면서 은퇴를 번복하였다.
사람들은 그런 그에게 환호를 보내기도 하고 더러는 야유를 퍼붓기도 하였다.
UFC에 다시 컴백한 그는 가브리엘 곤자가와의 재경기에서 경기내내 1차전과 똑같은 양상을 보이며 고전을 면치 못하다가 3라운드에서 쓰러진 가브리엘 곤자가에게 펀치와 엘보우 세례를 퍼부으며 TKO승을 거둬 1차전때의 패배를 설욕하는 이변을 일으키기도 하였다.
이후 UFC에서 나온뒤 라이진 파이팅 페더레이션에서 토너먼트전에서 연승행진을 달리며 메이저급이 아닌 단체에서 활동하는 선수들을 상대로 가볍게 제압할정도의 실력을 보여주며 자신은 여전히 건재하다는걸 보여주었다.
2016년 12월 31일 토너먼트 결승전에서 이란의 종합격투기선수인 아미르 알리아크바리를 상대로 TKO승을 거두며 라이진 파이팅 페더레이션의 토너먼트 우승자가 됨과 동시에 또다시 은퇴를 선언하였다.
그는 이번 은퇴이후 다시는 은퇴를 번복하지 않고 영원히 격투계를 떠나겠다고 선언하였다.